# Tomás José Fresneda
Tomás José Fresneda (Mar del Plata, Argentina, 24 de diciembre de 1940 – desaparecido el 8 de julio de 1977) fue un abogado a quien un grupo de tareas al servicio de la dictadura militar secuestró junto con su compañera Mercedes Argañaraz el 8 de julio de 1977 en Mar del Plata, donde ejercía su profesión. Su secuestro y desaparición formó parte del episodio conocido como la noche de las corbatas por cuanto involucró a diversos abogados de esa ciudad. 

## Vida personal
Era hijo único de Américo Fresneda y Rosa Cancio, oriundos de Buenos Aires, se habían conocido y casado en Mar del Plata y simpatizaban con el peronismo. El padre trabajó en el puerto, en hotelería y tenía un taller donde hacía y restauraba imágenes religiosas en tanto la madre se dedicaba a las tareas del hogar y estuvo vinculada a la Fundación Eva Perón.
Tomás Fresneda estudió en la Escuela n° 6 Brtolomé Mitre en Mitre y Gascón, de Mar del Plata. Debido a problemas respiratorios practicó natación en piscina cubierta y en el mar así como rugby. Comenzó los estudios secundarios en el Colegio Nacional pero los cambios de escuela originados en sus problemas de conducta hicieron que los finalizara en el Colegio Don Bosco, que era privado y pertenecía a la congregación de los Salesianos. Su padre tuvo separaciones matrimoniales esporádicas y, finalmente se fue de la casa para formar una nueva familia en el sur del país. Cuando Tomás finalizó sus estudios secundarios quería hacer la carrera de Derecho pero la Universidad Católica era la única local y cobraba un arancel, por lo que se mudó a Córdoba a vivir a casa de su tío Tomás Fresneda y además obtuvo una beca gracias a sus buenas calificaciones.
En Córdoba conoció a María de las Mercedes Argañaraz, apodada Mecha, que en ese momento tenía novio, pero lo dejó y se fueron a vivir juntos sin que sus padres lo supieran. Mecha había empezado a estudiar Letras y era militante del Partido Revolucionario de los Trabajadores PRT que se había fundado en 1965 al unificarse el Frente Revolucionario Indoamericano FRIP con la organización Palabra Obrera que conducía Nahuel Moreno. En 1966 el PRT se declaró marxista-lenilista y obtuvo su ingreso como “sección simpatizante” en la Cuarta Internacional que agrupaba partidos trotskistas. El PRT estaba de acuerdo en la vía armada de la guerrilla para tomar el poder y Fresneda, que aceptaba la violencia pero bajo la forma de una insurrección urbana, se adhirió al Movimiento de Liberación Nacional. Esta organización se mostraba solidaria con las revoluciones de China, Cuba y Vietnam pero no pretendía imitarlas por lo cual no formaba cuadros militares sino políticos que se insertasen en los distintos frentes de masas.
La pareja participó en 1969 en la movilización popular llamada Cordobazo pero ese año debió regresar a Mar del Plata pues su madre padecía Alzheimer y no podía vivir sola. Unido su primo y amigo de la infancia Aníbal Nasiff y a un tercer amigo fundaron un taller en el que trabajaron haciendo objetos con hierro y vidrio. A todo esto Mecha lo siguió desde Córdoba y volvieron a vivir juntos, pasó a trabajar en un nuevo taller de cerámicas que montó Nasiff y se unió a una cédula del PRT-ERP que se formó en 1971. Fresneda retomó sus estudios en la Universidad Católica y cuandoallí  se produjo el asesinato de Silvia Filler por la agrupación derechista peronista Concentración Nacional Universitaria CNU, participó de las movilizaciones pidiendo justicia. Mantenía su marxismo, seguía sin creer en el foquismo y consideraba que había sectores del peronismo que eran permeables a aquella. El 16 de mayo de 1973 nació Pablo Ramiro, primer hijo de la pareja y la decisión del ERP de continuar sus acciones armadas después que asumiera la presidencia Héctor José Campora agudizó sus diferencias pues Fresneda pensaba que Ramiro corría riesgos por la militancia de Mecha; finalmente ella aceptó dejar el ERP y Fresneda avanzó en sus estudios. Sin embargo,  Mecha volvió a la militancia, si bien estaba en desacuerdo con la resolución del PRT-ERP de continuar la lucha contra las fuerzas armadas, concretada en el fallido asalto al Comando de Sanidad del Ejército del 6 de septiembre de 1973, y la pareja se separó; sin embargo, poco después Mecha rompió con el PRT, volvió con Fresneda y el 6 de febrero de 1975 nació Juan Martín, su segundo hijo.
En 1975 se recibió de abogado y a fines de ese año -sin dejar de trabajar por la mañana en la herrería- se unió a Carlos Bozzi, pusieron un estudio con especial dedicación al Derecho laboral y se convirtieron en asesores de los sindicatos de empleados de gomerías y del de trabajadores de empresas de aguas gaseosas. Para esa época ya era presidenta María Estela Martínez y el clima político había cambiado; la Policía Federal detuvo por breve tiempo a Fresneda y al liberarlo le advirtieron "cuídese, váyase, no se meta", el Ejército secuestró a Aníbal Nasiff y a su novia y allanaron su taller y el domicilio buscando armas que no encontraron y a los 10 días lo liberaron.
El día 6 de julio es la fecha instituida por la Federación Argentina de Colegios de Abogados para rememorar a quienes fueron detenidos, perseguidos, desaparecidos o asesinados en defensa del Estado de Derecho, denominado "Día Nacional del Abogado víctima del terrorismo de Estado".